# Présence sarrasine au nord des Pyrénées

Expansion des Francs.

La présence sarrasine au nord des Pyrénées correspond à la présence pendant plusieurs périodes entre 719 et 973 dans la province de Septimanie puis en Provence jusqu'en 1197, de populations de confession musulmane, principalement des arabo-berbères (arabes et berbères), voire des muladies (européens convertis à l'Islam).
Une première phase de présence, à la suite de la conquête de la péninsule ibérique par les armées omeyyades, est enregistrée entre 719 et 759 dans la province de Septimanie avec Narbonne pour capitale.
Une seconde phase de présence dure près de 80 ans, entre 890 et 973, au cours de laquelle ils auraient établi plusieurs camps fortifiés dans les environs de Saint-Tropez en plein massif des Maures — on n'a retrouvé, à ce jour, aucune trace des camps établis entre 890 et 973 dans le massif des Maures — avec pour chef-lieu Fraxinet que des sources écrites arabes dénomment le Gabal al qilâl (« la montagne des sommets »), et farahsinêt (transcription phonétique du Fraxinetum), soit l'actuel arrière-pays du golfe de Saint-Tropez[réf. nécessaire].

## Razzias (759 - 890)
Après la soumission du Roussillon au royaume franc à la suite de la prise de Narbonne en 759, Pépin dirige immédiatement tout son effort de guerre contre le duché d'Aquitaine.
La domination franque sur la Catalogne voisine commence avec la conquête de Gérone (785) et de Barcelone (801). Pépin, père de Charlemagne, remplit l'objectif franc d'étendre les frontières défensives du royaume au-delà de la Septimanie et des Pyrénées, créant une barrière solide entre l'Émirat de Cordoue et la Francie.
Le territoire gagné sur les Musulmans appelée la « Marche d'Espagne » devint une zone tampon composée par des comtés dépendants des monarques carolingiens. Parmi eux, celui qui joua le plus grand rôle, fut le Comté de Barcelone, d’où la Reconquista prendra plus ou moins son départ.
Ce qui ne les empêche pas de revenir en Provence en 760, puis en 787 dans les Dentelles de Montmirail où ils pillent Prébayon. Leur pression est à nouveau si forte en Septimanie que Charlemagne charge son cousin Guillaume, comte de Toulouse, de les faire refluer. Les deux armées s'affrontent de 793 à 795. En 793, une nouvelle expédition sarrasine échoue devant les portes de Carcassonne. Guillaume libère Orange, ce qui lui vaut le titre de Prince de cette cité, et défait les Sarrasins du côté de Narbonne.
Malgré l'extension de l'empire carolingien et sa puissance certaine, la Méditerranée reste dominée par la marine musulmane. En ces temps d’expansion arabo-musulmane, le contrôle de la Sicile, de la Corse, des îles Baléares et de la péninsule Ibérique leur permet une grande mobilité au long des côtes de Septimanie et de Provence, entre autres pour mener leurs razzias, comme ils le feront, pendant la même période, dans le sud de l'Italie et jusqu'à la fin de la période barbaresque.
Ayant fait de la Corse leur repaire, ils revinrent sur les côtes provençales en 813 afin de se fournir en esclaves. Puis on les retrouve assiégeant Marseille en 838 qu'ils pillent et dont ils emmènent en captivité clercs et moniales. L'abbaye Saint-Victor de Marseille est détruite. Entre 844 et 850, ils remontent la vallée de l’Ouvèze, où ils pillent Vaison puis redescendent vers Arles qu’ils assiègent. Ils sont à nouveau en basse Provence en 869 pour s’en prendre à Marseille et à Arles.
À partir de 890, les Omeyyades tentent de prendre pied en Provence autour de Fraxinet, dans le massif des Maures.

## Huit nouvelles décennies de présence (890 - 973)

### Le massif des Maures: le retour des Maures
Les années 880/890, marquent un tournant dans leur stratégie. Venus d’Alicante, ils s’installent à demeure près de Saint-Tropez dans le Freinet (actuels cantons de Grimaud et Saint-Tropez) et de là essaiment dans toutes les Alpes. Cette « place forte » n'a jamais été retrouvée ; il n'est pas prouvé à ce jour que ce « contingent » ait été permanent : il peut s'agir d'opérations et d'occupations temporaires, ponctuelles.
Ils ont peut-être donné son nom au village voisin de Ramatuelle ; Évariste Lévi-Provençal, qui n'est pas toponymiste, fait provenir le toponyme Ramatuelle de l'arabe Rahmat-ûllah (ou Rahmatu-Allah) « miséricorde divine », mais pas au Massif des Maures, ni à la Maurienne où une partie de la communauté musulmane s'implanta dans la vallée de l'Arc, : « Le nom Maurienne ne trouve pas son origine dans le mot « Maure », relatif aux incursions du Xe siècle des Sarrasins. Mentionné par Grégoire de Tours au VIe siècle, il est plutôt un dérivé du latin Malus Rivus, mauvais ruisseau, qui a évolué en mau riou/rien. En effet, la rivière de l'Arc est connue pour ses crues »,.
Un de leurs raids les plus meurtriers a lieu en haute Provence et dans le pays d'Apt en 896. Pendant près d’un siècle, ils vivent sur le pays qu’ils pillent et rançonnent.
En 923, les Sarrasins, débarqués dans l'actuel massif des Maures, ne peuvent s'emparer de Marseille, mais dévastent à nouveau l'abbaye de Saint-Victor. L'évêque de Marseille quitte la ville pour se réfugier en Arles. S'ensuivent plusieurs alliances et mésalliances avec les princes locaux, jusqu’à la rupture définitive avec les vicomtes de Marseille.
En 929, l'émirat de Cordoue devient un califat de Cordoue.
Dans la nuit du 21 au 22 juillet 973, les Maures font prisonnier Maïeul, l’abbé de Cluny, au pont du Châtelard, près d’Orsières en Valais. Les Maures pensent qu'en l'enlevant, ils pourraient en obtenir une importante rançon. Depuis 921 les bandes sarrasines, provenant de Provence, se sont rendues maîtresses de nombreux passages importants dans les Alpes occidentales (d'autres versions prétendent que les Francs les avaient installés là pour faire barrage aux Lombards…) dont le col du Mont-Joux que l'abbé venait de franchir avant d'être reconnu et pris. Les moines de Provence réussissent à réunir la rançon demandée. Tenant parole, les Sarrasins libèrent leur otage.
Celui-ci a sa famille paternelle originaire de haute Provence. En septembre, Guillaume et Roubaud, fils du comte Boson II, rallient toute la noblesse provençale, mais aussi du Viennois et de Nice. À la tête de l'ost provençal renforcé par les troupes d'Ardouin, comte de Turin, ils traquent les Maures qu'ils écrasent lors de la bataille de Tourtour en 973, puis les chassent définitivement de leurs bases fortifiées en Provence,. Le site précis de la bataille reste inconnu.

### Naissance de l’aristocratie de Provence
Cette campagne militaire contre les Sarrasins conduite sans les troupes de Conrad, masque en fait une mise au pas de la Provence, de l'aristocratie locale et des communautés urbaines et paysannes qui avaient jusque-là toujours refusé la mutation féodale et le pouvoir comtal. Elle permet à Guillaume d'obtenir la suzeraineté de fait de la Provence et avec le consentement royal, de contrôler le fisc de la Provence.
Il distribue les terres reconquises à ses vassaux, comme le territoire d’Hyères qu'il attribue aux seigneurs de Fos. Il arbitre les différents et crée ainsi la féodalité provençale. Avec Isarn, évêque de Grenoble, il entreprend de repeupler le Dauphiné et autorise un comte italien nommé Ugo Blavia à se fixer près de Fréjus au début des années 970 pour remettre les terres en culture.
Divers raids sarrasins atteignent encore le littoral français, notamment les îles de Lérins en 1003, 1047, 1107 et 1197. La dernière incursion sarrasine en Corse (par l'émir Abu Hosein Mogehid) a lieu en 1014. Le Califat de Cordoue éclate en l'an 1031 en plusieurs petits émirats, les taïfas, qui seront achevés par la Reconquista en 1492.

## Barbaresques (XVIe–XVIIesiècle)
Les siècles barbaresques recouvrent la période ottomane du XVIe au XVIIe siècle par des pirates et corsaires musulmans nord-africains et ottomans qui opéraient depuis l'Afrique du Nord.